# 2-Azetidinone
Il 2-Azetidinone è un composto chimico di formula C3H5NO che in condizioni normali si presenta sotto forma di cristalli di colore beige.

## Storia
Venne sintetizzato per la prima volta da H. Staüdinger nel 1907.

## Caratteristiche strutturali e fisiche
Il composto è una lattame a quattro elementi non sostituito che presenta le seguenti caratteristiche:
- entalpia di sublimazione (ΔsubH°) = 77,4 ± 0.3 kJ/mol[5]
- entalpia standard di formazione del solido = -173,4 ± 0,9 kJ/mol[5]
- potere calorifico = -1.721,7 ± 0,8 kJ/mol[5]
- affinità protonica = 852,6 kJ/mol[6]
- energia di ionizzazione = 9,78 eV[7]
- pressione di vapore = 0,1 ± 0,4 mmHg a 25°C[8]

Il composto deve essere stoccato a temperature comprese tra 0°C e 10°C in gas inerte poiché sensibile all'aria e al calore. Deve essere tenuto lontano da agenti ossidanti forti, ossidi di carbonio e ossidi di azoto (NOx). In caso d'incendio è possibile la formazione di gas e vapori pericolosi.

## Sintesi
Il composto può essere sintetizzato in vari modi:
- {\displaystyle {\ce {C3H6N2O -> C3H5NO}}} con una resa intorno al 59%

- {\displaystyle {\ce {C6H11NO -> C3H5NO + C5H7NO2}}} con una resa intorno al 36%

- {\displaystyle {\ce {C4H7NO -> C3H5NO}}} con una resa intorno al 35%

## Reattività e caratteristiche chimiche
Il composto è igroscopico. Il composto viene idrolizzato con alcali in soluzione acquosa a formare la β-alanina.

## Farmacologia e tossicologia

### Effetti del composto e usi clinici
È il componente centrale della struttura degli antibiotici β-lattamici - inclusi penicilline, cefalosporine, carbapenemi, nocardicine, monobattami, acido clavulanico, sulbattami e Tazobactam -, ovvero di alcuni medicinali contro l'assorbimento di colesterolo.

## Applicazioni
Il composto viene utilizzato per la sintesi di γ-lattami otticamente puri. I cluster formati da molecole d'acqua e 2-azetidinone sono inoltre considerati modelli appropriati per lo studio delle interazioni tra i gruppi funzionali peptidici e l'acqua.